# UCI ProTour
UCI ProTour var en samling af klassiske professionelle cykelløb som kørtes årligt. Deltagere er cykelhold, som havde kvalificeret sig til deltagelse og som var forpligtet til at stille op i alle løb.
Denne afviklingsform blev startet i 2005 og er afløser for World Cup serien for landevejsløb, som blev afsluttet i 2004. I dag har samme navnet UCI World Tour.
ProTouren omfattede de store etapeløb, Tour de France, Giro d'Italia og Vuelta a Espana og blandt andet de tre store cykelklassikere Paris – Roubaix, Flanderen rundt og Liège-Bastogne-Liège.
ProTour licens blev givet til 20 hold, hvis sponsorer havde bundet sig for fire års sponsoraftaler. I 2005 var eneste undtagelse holdet fra Phonak, som havde fået tildelt licens for to år, grundet igangværende dopingundersøgelser. ProTouren var den højeste af UCI's løbskategorier.

## Historie
UCI er den administrative organisation som styrer cykling på konkurrenceplan. Igennem tiderne har de organiseret forskellige serier af landevejsløb.
Tidligere eksempler omfatter Super Prestige Pernod serien i 1960erne 1970erne. I serierne blev der givet point i en række løb hvor den samlede vinder var rytteren med det højeste antal point i rækken af løb. Denne serie blev erstattet af World Cup i landevejsløb, som blev afviklet for sidste gang i 2004. Vinderen af de tre sidst World Cups var italieneren Paolo Bettini. 

## Formål med ændringer af serien
Pro Touren blev udviklet som erstatning for forannævnte af følgende grunde: 
- De store etapeløb var ikke en del af de tidligere serier
- Pro Touren skulle følge ideen og opbygningen som i Formel 1 automobilløbene
- Forskellige hold og ryttere havde forskellige typer af mål i forbindelse med varierende typer af konkurrencer, hvilket gjorde sammenligninger af konkurrencerne vanskelig
- Sponsoraterne havde en tendens til at have en kort tidshorisont
- Mange hold havde vanskeligheder med at overholde deres økonomiske forpligtelser over for ryttere og medhjælpere
- Mange hold havde dopingproblemer

## Liste over UCI ProTour teams
Senest opdateret 18. februar 2013. Team Katusha fik, efter en klage til CAS, rettens ord for, at holdet også var kvalificeret som ProTour hold.
| UCI-kode | Holdnavn                |
| -------- | ----------------------- |
| ALM      | Ag2r-La Mondiale        |
| AST      | Astana Pro Team         |
| BEL      | Belkin Pro Cycling      |
| BMC      | BMC Racing Team         |
| CAN      | Cannondale              |
| EUS      | Euskaltel-Euskadi       |
| FDJ      | FDJ                     |
| GRS      | Garmin-Sharp            |
| KAT      | Team Katusha            |
| LAM      | Lampre-Merida           |
| LTB      | Lotto-Belisol           |
| MOV      | Movistar Team           |
| OPQ      | Omega Pharma-Quick Step |
| OGE      | Orica-GreenEDGE         |
| RNT      | RadioShack-Leopard      |
| SKY      | Team Sky                |
| ARG      | Argos-Shimano           |
| SAX      | Team Saxo-Tinkoff       |
| VCD      | Vacansoleil-DCM         |

## ProTour-resultater
Se UCI ProTour 2008 for detaljer.
Se UCI ProTour 2007 for detaljer.
Se UCI ProTour 2006 for detaljer.
Se UCI ProTour 2005 for detaljer.
| År   | Bedste rytter                                     | Bedste hold      | Bedste nation |
| ---- | ------------------------------------------------- | ---------------- | ------------- |
| 2008 | Alejandro Valverde Caisse d'Epargne               | Caisse d'Epargne | Spanien       |
| 2007 | Cadel Evans Predictor-Lotto                       | Team CSC         | Spanien       |
| 2006 | Alejandro Valverde Caisse d'Epargne-Illes Balears | Team CSC         | Spanien       |
| 2005 | Danilo Di Luca Liquigas-Bianchi                   | Team CSC         | Italien       |